# Arcadia (Iowa)
Arcadia é uma cidade localizada no estado americano de Iowa, no Condado de Carroll.

## Demografia
Segundo o censo americano de 2000, a sua população era de 443 habitantes. 
Em 2006, foi estimada uma população de 435, um decréscimo de 8 (-1.8%).

## Geografia
De acordo com o United States Census Bureau tem uma área de 
2,5 km², dos quais 2,5 km² cobertos por terra e 0,0 km² cobertos por água.

## Localidades na vizinhança
O diagrama seguinte representa as localidades num raio de 16 km ao redor de Arcadia. 